# Американська жорсткошерста кішка
Американська жорсткошерста (англ. American wirehair, AWH) — порода кішок, що виникла завдяки природній мутації. Інакше ще кішок називають дротошерстими за зовнішній вигляд, тому що на дотик шерсть у них така ж, як у звичайних гладкошерстих.

## Історія
Перші представники цієї породи з'явилися в приплоді однієї фермерської кішки в 1966 році у Вероні в штаті Нью-Йорк (США). Порода відносно молода, тому поки залишається нечисленною. Цією породою зацікавилися європейські любителі кішок.

## Особливості розмноження
В американських жорсткошерстих кішок чудове здоров'я. При схрещуванні з американськими гладкошерстими в приплоді може бути до 50% жорсткошерстих кошенят. Кошенята народжуються з кучерявим хутром. У приплоді в середньому 4-5 кошенят.

## Характер
За характером і поводженням кішки подібні до американських короткошерстих.

## Зовнішній вигляд
Кішки американської жорсткошерстої породи — це міцні, активні, рухливі тварини від середнього до великого розміру. Тіло з добре розвиненою мускулатурою, однаково широке в плечах і хрестці. Спина рівна. Кінцівки середньої довжини, мускулясті й пропорційні до тіла. Лапи компактні, округлі, з міцними подушечками. Хвіст щільний, звужується від добре заокругленого хрестця до заокругленого кінчика, пропорційний до тіла. Коти більші, ніж кішки.
Голова пропорційна до тіла. Черепні кістки округлі з випуклими вилицями, з невеликим заглибленням в області вусів (вібрис). Морда й підборіддя добре розвинені. У дорослих котів допускаються товсті щоки й подвійне підборіддя. Ніс у профіль виглядає трохи ввігнутим. Вуха середні, широко посаджені, кінчики трохи заокруглені на кінці, не надто відкриті біля основи. Очі великі, круглі, ясні, яскраві, посаджені широко й під невеликим кутом до носа.
Хутро середньої довжини, пружна, туга. Окремі волоски тонші, ніж звичайні остьові, закручені, хвилясті, мають загнуті кінчики. В'ється навіть волосся у вухах. Щільність хутра повинна бути такою, щоб утворювати закручені лінії, а не хвилі. Хутро дуже густе, закрученій і грубій надається перевага, як і закрученим бакенбардам.

### Забарвлення
Допускаються всі кольори й візерунки, крім шоколадного, лілового, гімалайських та їхніх варіацій з білим.